# Toegangscontrole
Met toegangscontrole wordt het proces van wel of niet toegang verlenen tot een faciliteit bedoeld en heeft tot doel de vraag "heeft persoon X toegang tot faciliteit Y?" te beantwoorden en te effectueren. De invulling, die hieraan gegeven wordt, kan variëren van een positieve tot een negatieve reactie, van eenvoudige lijfwachten,  tot complexe RFID- of biometrische systemen, van slot en sleutel tot challenge response algoritme en een cryptografische sleutel.

## Componenten
Bij toegangscontrole spelen drie overwegingen een belangrijke rol: wat wordt beveiligd, hoe scherp is de bewaking en wie is bevoegd. De eerste vraag gaat over de ruimte, de tweede over de tegenstand die aan een eventuele poging tot een doorbraak moet worden geboden, de derde over authenticatie en autorisatie.

### Ruimtelijke component
In de regel is een toegangscontrolesysteem verdeeld in meerdere zones, die veelal min of meer concentrisch zijn gerangschikt, met de zwaarst-beveiligde ruimte in het centrum en controles bij het betreden van iedere zone. Dit patroon is bijvoorbeeld terug te vinden in de zwaar bewaakte Wolfsschanze maar ook, in een wat beschaafdere vorm, in de Verboden Stad.
In het dagelijks leven is een supermarkt een beter voorbeeld. De eerste zone wordt gevormd door de supermarkt zelf, die buiten de openingstijden op slot is. Een tweede door het kantoor van de manager dat afgesloten is, de derde door een kluis, waar het waardevolste ligt.

### Persoonlijke componenten
Toegang kan persoonsgebonden zijn, of bijvoorbeeld afhangen van betaling ter plaatse of het hebben van een bewijs van betaling. Voor zover van toepassing is het volgende van belang:
1. Betaalt de persoon ter plaatse of is de persoon in bezit van een sleutel? Dit kan een fysieke sleutel zijn, maar ook een wachtwoord, toegangsbewijs (bijvoorbeeld een bioscoopkaartje) of een code op een RFID-chip. Wie hieraan voldoet heeft toegang.
2. Is de persoon wie hij zegt te zijn? Deze vraag kan op meerdere wijzen worden beantwoord, bijvoorbeeld door biometrie in de vorm van vingerafdrukken of irisscans maar vaak volstaat een geldige legitimatie. De vraag of het opportuun is de persoon in kwestie toegang te verlenen, is een heel andere en wordt meestal toevertrouwd aan menselijk personeel.

De vraag of persoon X toegang heeft tot ruimte Y is vaak veel eenvoudiger te beantwoorden. Historische oplossingen variëren van lijfwachten en een cordon van kantoorpersoneel, persoonlijke secretaressen en dito bedienden tot de eerder genoemde, meer brute varianten.
Sinds de computer op grote schaal zijn intrede heeft gedaan wordt de laatste vraag vaak beantwoord door een database en worden deuren elektronisch ontgrendeld en weer gesloten. Met name in de industrie, is deze laatste vorm, al dan niet gedistribueerd, vrij algemeen. Een bijpassend beheerssysteem maakt het dan mogelijk op eenvoudige wijze personen toegang te verlenen of te ontzeggen.

## Toegangscontrole in de informatica
Niet alleen in de fysieke ruimte, ook in cyberspace is toegangscontrole algemeen en net als de Verboden Stad, vaak in zones verdeeld, waarbij de demilitarized zone de buitenste schil vormt en bedrijfs-servers de binnenste. In de regel worden internet-verbindingen aan de hand van herkomst en bestemming geïdentificeerd, dit in termen van IP-adres en poorten en wordt alsook de authenticatie functie door een firewall geïmplementeerd. 
Gebruikers worden meestal geïdentificeerd aan de hand van een gebruikersnaam en wachtwoord (of bankpas en pincode), maar ook andere vormen zijn in opmars. In bijzondere gevallen, zoals in het Lawrence Livermore National Laboratory, moet men fysiek aanwezig zijn om met de daar aanwezige computers te werken. De principes, authenticatie en al dan niet autorisatie, zijn hetzelfde.